# Архиметаболия
Архиметаболия (от греч. ἀρχι — старший и metabole -преобразования) — тип метаморфоза насекомых, присущий подёнкам и щетинохвосткам. Возникла на основе протометаболии после перехода личиночных стадий развития от амфибиотического существования к водному образу.
Ему присущи такие стадии: яйцо → предличинка → личинка → наяда → субимаго → имаго.
Предличинки имеет гомономную сегментацию, недоразвитые антенны и хвостовые нити, простые глазки. После линьки она превращается в личинку, с сформированными антеннами, хвостовыми нитями, фасеточными глазами, зачатками трахейных жабр. После 5—6 линек появляются зачатки крыльев и личинка превращается в наяду. Во время этой стадии редуцируются ротовой аппарат, кишечник заполняется воздухом и превращается в аэростатический аппарат, интенсивно развиваются крылья и половая система. Эта стадия характеризуется наличием развитых крыльев и от имаго отличается только лишь недоразвитой половой системой. После линьки субимаго превращается в имаго, которое имеет полностью развиты и функционирующие органы размножения и связанные с ним структуры.